# 南山黄氏宗祠
南山黄氏宗祠，位于中国广东省茂名市曹江镇，为高州市文物保护单位，类型为古建筑，公布时间为2005年。
南山黄氏宗祠的历史年代为清代。